# Zijdemuseum
Het Zijdemuseum was een museum gewijd aan de productie en toepassing van zijde. Sinds 2001 is het gevestigd in het voormalige gemeentehuis van Mariekerke in het Zeeuwse Meliskerke; voordien stond het in het naburige Grijpskerke. Het museum, dat met de bijbehorende gebouwen de naam World of Silk droeg, werd beheerd door Adri van Hoegee.
Het museum slaagde er door een grote publiciteitscampagne in de lokale media en ambitieuze exposities in veel bezoekers te trekken, maar stopte in 2013 zijn activiteiten.